# Rhizotrogus parvulus
Rhizotrogus parvulus es una especie de coleóptero de la familia Scarabaeidae.

## Distribución geográfica
Habita en la España peninsular.